# やじうまサタデー よっ!たかしま屋!
『やじうまサタデー よっ!たかしま屋!』（やじうまサタデーよっ!たかしまや!）はニッポン放送で2019年10月5日から2020年3月21日まで放送されたバラエティ番組。

## 概要
ニッポン放送は長年に掛けて2018年3月迄、平日の朝の顔としてパーソナリティを務めていた高嶋が、番組終了から半年後の2018年のナイターオフの土曜から番組に出演する事となり『高嶋ひでたけと里崎智也 サタデーバッテリートーク』のパーソナリティを務めていた。そのため、2019年も引き続き高嶋1人であるが土曜ナイターオフの番組パーソナリティを務めることとなった。
番組構成は、高嶋の番組を聴いて来ているリスナー層である「好奇心とやじうま精神に溢れたミドルエイジ」をメインターゲットに、「変わりゆく日本や東京、そして急激に進む国際化やデジタル化の波」を「ワクワクドキドキしながら好奇心一杯に」生き抜くために送る「週末ニュースバラエティ」である。
メインリスナー層がシニア向けではあるが、番組放送中はTwitterのツイートを募っており、ハッシュタグは「#やじうま」で募っていた。 その後、新型コロナウイルスによる社会・経済的影響に伴い、日本プロ野球のオープン戦の無観客や公式戦開幕が延期になって実質的ナイターオフ期間が延長されたが、当該番組は当初の予定通り2020年3月21日放送分にて終了。その後、ナイターインを挟み、2020年のナイターオフ期にも同時間帯で番組を務める事となった。

## 出演者

### パーソナリティ
- 高嶋ひでたけ（フリーアナウンサー、元ニッポン放送アナウンサー） - 2019年10月5日 - 2020年3月21日

## 放送時間
- 土曜 18:00 - 19:00 - 2019年10月5日 - 2020年3月21日

### 放送時間変更
2019年
- 10月5日：「ショウアップナイタースペシャル 2019 ノジマ クライマックスシリーズ　セ ファーストステージ 第3戦 横浜DeNAベイスターズ×阪神タイガース』実況中継の放送時間延長のため、番組開始時間が18時20分に後ろ倒された。
- 10月12日：令和元年東日本台風（台風19号）の首都圏接近、上陸の恐れがあり『報道特別番組 台風19号情報』編成のため、開始時間を30分繰り上げて、17時30分に前倒し。

2020年
- 2月22日:2020年2月の聴取率率調査週間編成に伴い、夕方枠のレギュラー番組が繰り上がった事で当該番組も時間尺を拡大し、開始時間を30分繰り上げた17:30の特別編成となった。

## コーナー
- デジタル人間模様

リスナーのICT（デジタル）対応に四苦八苦やシュールなエピソードを紹介する
- どこへ行った わたしの東京

2020年東京オリパラ開催に向けて東京都心の再開発が進み、変貌する東京にドギマギのエピソードを紹介する
- 心に残る アノ言葉

リスナーが両親、先輩から掛けられて、ちょっと掛けてみた「いい言葉」を紹介する
- 昭和の怪人列伝

2019年11月23日放送分から開始したコーナー。リスナーの身の回りの会社・親戚・ご近所等で知った、”スゴイ人”達の豪快エピソードを紹介する